# Locked Away
"Locked Away" is een nummer van het Amerikaanse muziekduo R. City uit 2015. De zang in het refrein wordt verzorgd door Maroon 5-zanger Adam Levine.

## Achtergrondinformatie
In de Amerikaanse Billboard Hot 100 wist het de achtste positie te halen. In de Nederlandse Top 40 haalde het de vierde positie, en de Vlaamse Ultratop 50 haalde het de tweede positie.

## Videoclip
De bijhorende videoclip verscheen op 14 augustus 2015.

## Hitnoteringen

### Nederlandse Top 40
| Hitnotering: 25-07-2015 t/m 06-02-2016 | Hitnotering: 25-07-2015 t/m 06-02-2016 | Hitnotering: 25-07-2015 t/m 06-02-2016 | Hitnotering: 25-07-2015 t/m 06-02-2016 | Hitnotering: 25-07-2015 t/m 06-02-2016 | Hitnotering: 25-07-2015 t/m 06-02-2016 | Hitnotering: 25-07-2015 t/m 06-02-2016 | Hitnotering: 25-07-2015 t/m 06-02-2016 | Hitnotering: 25-07-2015 t/m 06-02-2016 | Hitnotering: 25-07-2015 t/m 06-02-2016 | Hitnotering: 25-07-2015 t/m 06-02-2016 | Hitnotering: 25-07-2015 t/m 06-02-2016 | Hitnotering: 25-07-2015 t/m 06-02-2016 | Hitnotering: 25-07-2015 t/m 06-02-2016 |
| Week:                                  | 1                                      | 2                                      | 3                                      | 4                                      | 5                                      | 6                                      | 7                                      | 8                                      | 9                                      | 10                                     | 11                                     | 12                                     | 13                                     |
| -------------------------------------- | -------------------------------------- | -------------------------------------- | -------------------------------------- | -------------------------------------- | -------------------------------------- | -------------------------------------- | -------------------------------------- | -------------------------------------- | -------------------------------------- | -------------------------------------- | -------------------------------------- | -------------------------------------- | -------------------------------------- |
| Positie:                               | 32                                     | 27                                     | 23                                     | 15                                     | 12                                     | 11                                     | 7                                      | 6                                      | 7                                      | 5                                      | 4                                      | 5                                      | 6                                      |
| Week:                                  | 14                                     | 15                                     | 16                                     | 17                                     | 18                                     | 19                                     | 20                                     | 21                                     | 22                                     | 23                                     | 24                                     | 25                                     |                                        |
| Positie:                               | 7                                      | 11                                     | 16                                     | 18                                     | 19                                     | 25                                     | 28                                     | 28                                     | 32                                     | 36                                     | 36                                     | 40                                     | uit                                    |

### NederlandseSingle Top 100
| Hitnotering: 18-07-2015 t/m 12-03-2016 | Hitnotering: 18-07-2015 t/m 12-03-2016 | Hitnotering: 18-07-2015 t/m 12-03-2016 | Hitnotering: 18-07-2015 t/m 12-03-2016 | Hitnotering: 18-07-2015 t/m 12-03-2016 | Hitnotering: 18-07-2015 t/m 12-03-2016 | Hitnotering: 18-07-2015 t/m 12-03-2016 | Hitnotering: 18-07-2015 t/m 12-03-2016 | Hitnotering: 18-07-2015 t/m 12-03-2016 | Hitnotering: 18-07-2015 t/m 12-03-2016 | Hitnotering: 18-07-2015 t/m 12-03-2016 | Hitnotering: 18-07-2015 t/m 12-03-2016 | Hitnotering: 18-07-2015 t/m 12-03-2016 | Hitnotering: 18-07-2015 t/m 12-03-2016 | Hitnotering: 18-07-2015 t/m 12-03-2016 | Hitnotering: 18-07-2015 t/m 12-03-2016 | Hitnotering: 18-07-2015 t/m 12-03-2016 | Hitnotering: 18-07-2015 t/m 12-03-2016 | Hitnotering: 18-07-2015 t/m 12-03-2016 |
| Week:                                  | 1                                      | 2                                      | 3                                      | 4                                      | 5                                      | 6                                      | 7                                      | 8                                      | 9                                      | 10                                     | 11                                     | 12                                     | 13                                     | 14                                     | 15                                     | 16                                     | 17                                     | 18                                     |
| -------------------------------------- | -------------------------------------- | -------------------------------------- | -------------------------------------- | -------------------------------------- | -------------------------------------- | -------------------------------------- | -------------------------------------- | -------------------------------------- | -------------------------------------- | -------------------------------------- | -------------------------------------- | -------------------------------------- | -------------------------------------- | -------------------------------------- | -------------------------------------- | -------------------------------------- | -------------------------------------- | -------------------------------------- |
| Positie:                               | 92                                     | 47                                     | 36                                     | 25                                     | 20                                     | 13                                     | 7                                      | 5                                      | 4                                      | 4                                      | 4                                      | 6                                      | 6                                      | 6                                      | 8                                      | 11                                     | 13                                     | 15                                     |
| Week:                                  | 19                                     | 20                                     | 21                                     | 22                                     | 23                                     | 24                                     | 25                                     | 26                                     | 27                                     | 28                                     | 29                                     | 30                                     | 31                                     | 32                                     | 33                                     | 34                                     | 35                                     |                                        |
| Positie:                               | 20                                     | 24                                     | 25                                     | 26                                     | 35                                     | 34                                     | 38                                     | 34                                     | 39                                     | 44                                     | 50                                     | 60                                     | 71                                     | 82                                     | 82                                     | 83                                     | 93                                     | uit                                    |

### 3FM Mega Top 50
| Hitnotering: 25-07-2015 t/m 16-01-2016 | Hitnotering: 25-07-2015 t/m 16-01-2016 | Hitnotering: 25-07-2015 t/m 16-01-2016 | Hitnotering: 25-07-2015 t/m 16-01-2016 | Hitnotering: 25-07-2015 t/m 16-01-2016 | Hitnotering: 25-07-2015 t/m 16-01-2016 | Hitnotering: 25-07-2015 t/m 16-01-2016 | Hitnotering: 25-07-2015 t/m 16-01-2016 | Hitnotering: 25-07-2015 t/m 16-01-2016 | Hitnotering: 25-07-2015 t/m 16-01-2016 | Hitnotering: 25-07-2015 t/m 16-01-2016 | Hitnotering: 25-07-2015 t/m 16-01-2016 | Hitnotering: 25-07-2015 t/m 16-01-2016 | Hitnotering: 25-07-2015 t/m 16-01-2016 | Hitnotering: 25-07-2015 t/m 16-01-2016 |
| Week:                                  | 1                                      | 2                                      | 3                                      | 4                                      | 5                                      | 6                                      | 7                                      | 8                                      | 9                                      | 10                                     | 11                                     | 12                                     | 13                                     | 14                                     |
| -------------------------------------- | -------------------------------------- | -------------------------------------- | -------------------------------------- | -------------------------------------- | -------------------------------------- | -------------------------------------- | -------------------------------------- | -------------------------------------- | -------------------------------------- | -------------------------------------- | -------------------------------------- | -------------------------------------- | -------------------------------------- | -------------------------------------- |
| Positie:                               | 26                                     | 30                                     | 26                                     | 19                                     | 15                                     | 10                                     | 8                                      | 9                                      | 6                                      | 4                                      | 6                                      | 5                                      | 7                                      | 9                                      |
| Week:                                  | 15                                     | 16                                     | 17                                     | 18                                     | 19                                     | 20                                     | 21                                     | 22                                     | 23                                     | 24                                     | 25                                     | 26                                     |                                        |                                        |
| Positie:                               | 19                                     | 17                                     | 18                                     | 20                                     | 26                                     | 28                                     | 30                                     | 36                                     | 40                                     | 41                                     | 42                                     | 40                                     | uit                                    |                                        |